# 산외면 (밀양시)
산외면(山外面)은 대한민국 경상남도 밀양시의 면이다.

## 지리
실혜산(가지산)의 줄기가 서쪽으로 뻗어 내려와 백암산, 중산, 보두산에 이른다. 이면의 동쪽은 백암산의 정상인 백암봉을 중심으로 하여 산내면과, 서쪽으로는 보두산에서 내려온 비학산의 능선을 사이에 두고 상동면과, 남쪽으로는 단장천을 경계로 해서 단장면과 밀양시, 북쪽으로는 백암동, 중산, 보두산의 능선을 경계로 하여 각각 면계를 이루고 있다. 이면의 뒤쪽으로는 큰 산이 둘러 싸고 있으며 앞으로는 넓은 들판이 펼쳐져있다. 산내면의 동천과 단장면에서 내려오는 단장천이 합류되어 단장천을 이루면서 이면을 통과하여 의천강으로 흐른다.

## 행정 구역
- 희곡리
- 엄광리
- 다죽리
- 남기리
- 금곡리
- 금천리

## 교육
- 산외초등학교